# Door Het Stof
Door Het Stof is een Twentse muziektheaterproductie over arm en rijk in het kader van 700-jarig bestaan van textielstad Enschede.

Voorstellingen waren van 11 juni 2025 tot 13 juli 2025 in het Wilminktheater en Muziekcentrum Enschede. Hoofdpersoon is Alphons Ariëns, die tussen de twee podia waarop gelijktijdig gespeeld wordt, moet wisselen. Dat kan omdat in Enschede twee grote theaterzalen naast elkaar staan, met een luchtbrug ertussen. Alphons Ariëns en de burgermeester zijn de enige personages die echt bestaan hebben, de andere personages zijn verzonnen.

## Verhaallijn
Het verhaal speelt zich af in 1890 en wordt vanuit twee perspectieven in drie delen op twee podia gelijktijdig gespeeld. "Champagne, oesters en kaviaar" tegenover "brood, bier en bitterballen",  de weelde van de textielbaronnen tegenover het harde bestaan van de arbeiders van de textielindustrie in Twente. De priester Ariens is speelbal tussen deze twee werelden, maar krijgt de echte sleutelrol in het derde gezamenlijke deel.

## Rolverdeling
De hoofdrolverdeling bestaat uit de volgende spelers:
- Danny Westerweel - Alphons Ariëns, priester
- Christiaan Schreuder - burgemeester IJzergat, gebaseerd op Tjeerd van der Zee

### Familie textielbaron
- Laus Steenbeeke - Jan-Ritsaert, pater familias
- Alexander Schuitema - Karel, zoon Jan-Ritsaert
- Baleria Bagchus - Jenne - verloofde van Karel
- Fabian Jansen - Doede, oudste zoon Jan-Ritsaert
- Laurien van Rijswijk - Geeze

### Textielarbeiders
- Han Oldigs - weduwnaar Bats
- Julia Lammerts - Saar, dochter Bats
- Remco Sietsema - Koops
- Ellen Pieters - Bette
- Jelle de Groot - Waandr

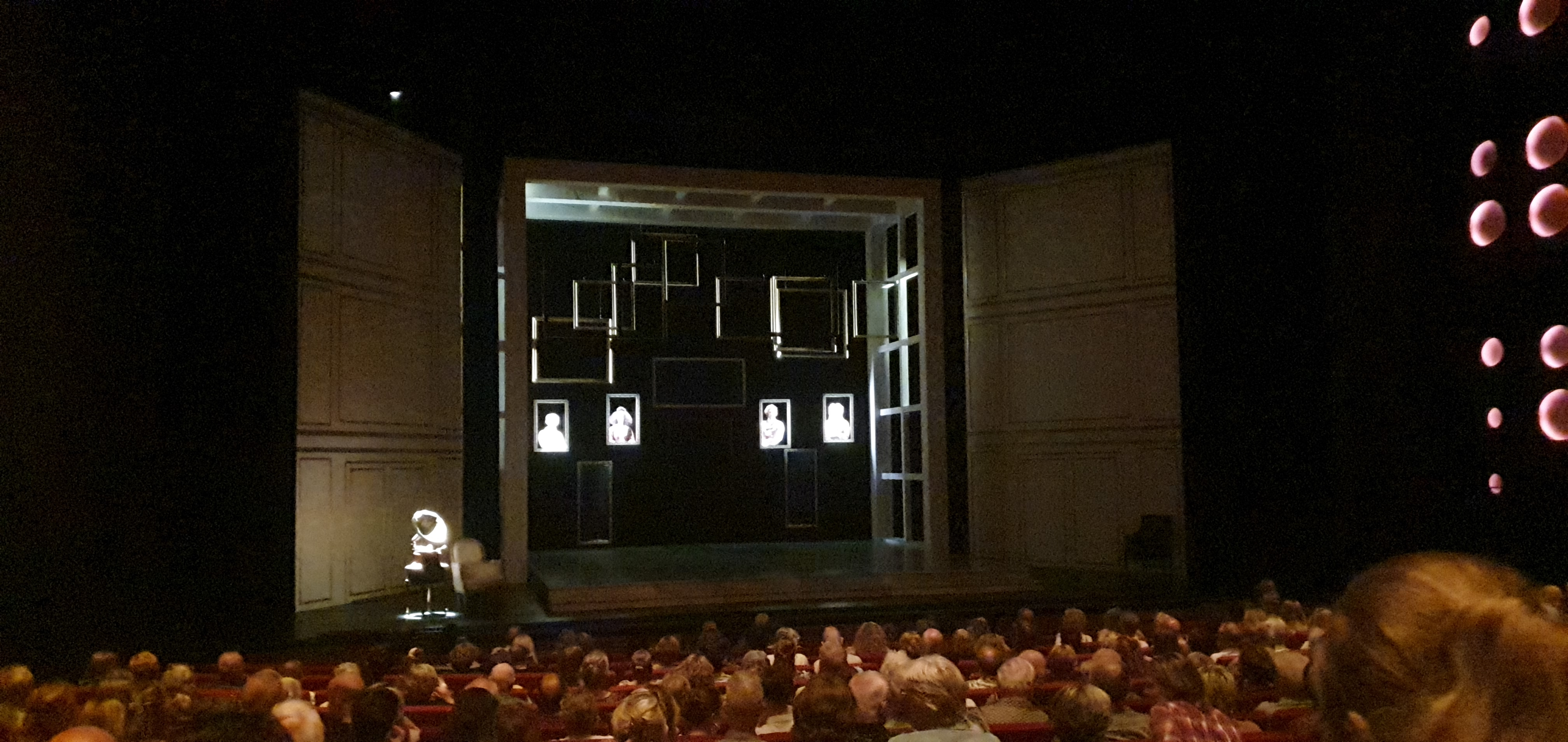
deccor Rijk in het Wilminktheater
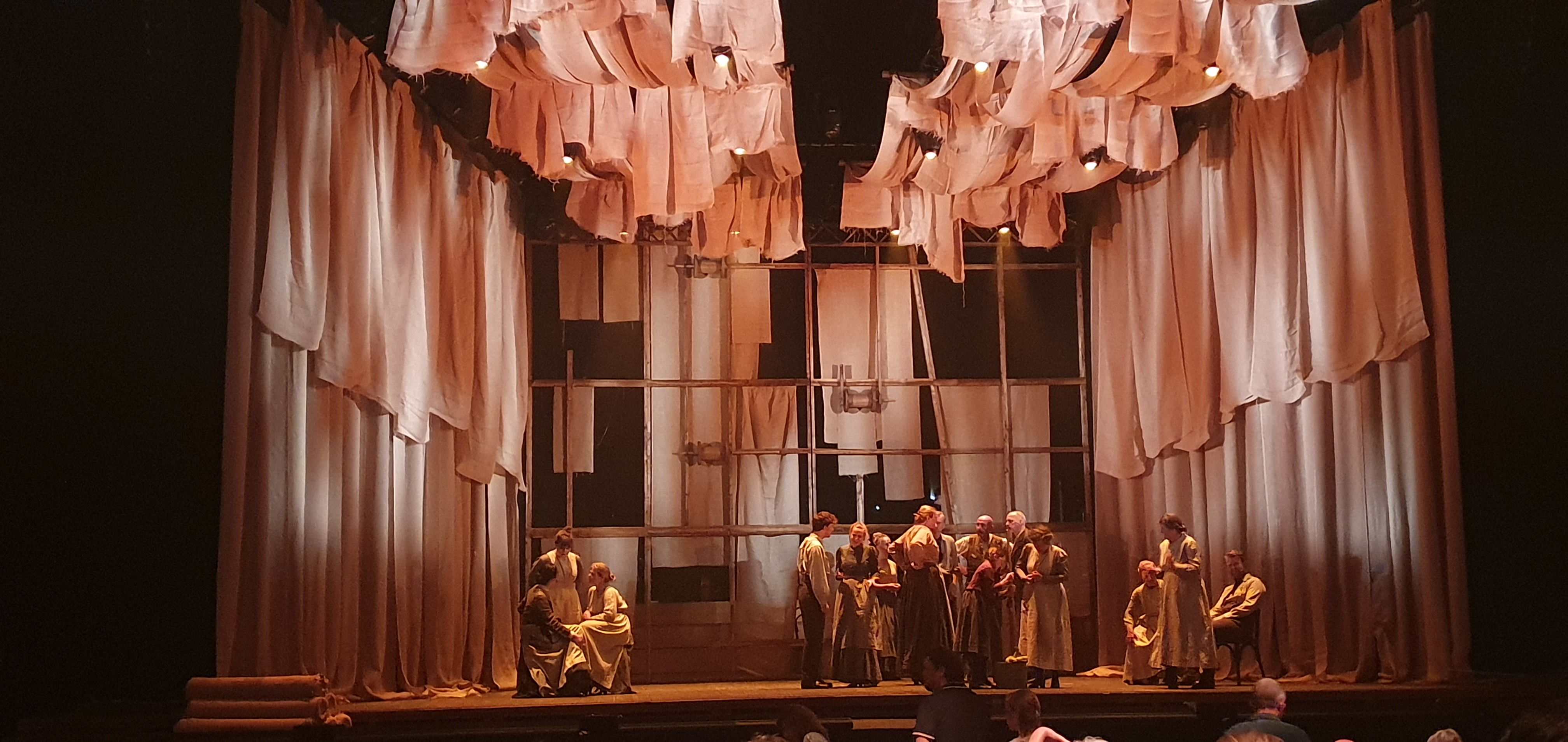
decor Arm in het Muziekcentrum Enschede